# Potamothrix grimmi
Potamothrix grimmi is een ringworm uit de familie van de Naididae. De wetenschappelijke naam van de soort is voor het eerst geldig gepubliceerd in 1950 door Hrabe.